# Lestidae
Lestidae je mala familija široko rasprostranjenih vodenih devica srednje veličine. 
Pripadaju im dve potporodice Lestinae i Sympecmatinae. 
Vrste potporodice Lestinae karakterišu poluotvorena krila u mirovanju i kod većine je prisutan metalik zeleni odsjaj.
Vrste potfamilije Sympecmatinae prezimljuju kao odrasle jedinke.

## Rodovi
- Archilestes Selys, 1862
- Austrolestes Tillyard, 1913
- Chalcolestes
- Indolestes Fraser, 1922
- Lestes Leach, 1815
- Orolestes
- Platylestes
- Sinhalestes
- Sympecma

## Galerija
- Lestes barbarus
- Lestes barbarus 2
- Lestes barbarus 3

## Spoljašnje veze
- List of damselflies of the world (Lestidae)